# ديريك إي. ميلر
ديريك إي. ميلر (بالإنجليزية: Derek E. Miller)‏ هو سياسي أمريكي، ولد في 25 أكتوبر 1983 في وارين في الولايات المتحدة. حزبياً، نشط في الحزب الديمقراطي. وقد انتخب عضو مجلس نواب ميشيغان ‏.

## وصلات خارجية
- الموقع الرسمي